# Teorema de la media geométrica

Área del cuadrado gris = Área del rectángulo gris:

El teorema de la altura de un triángulo rectángulo o el teorema de la media geométrica es el resultado de una propiedad geométrica elemental, que describe la relación entre las longitudes en un triángulo rectángulo de la altura perpendicular a la hipotenusa y de los dos segmentos en los que subdivide a la hipotenusa. Establece que la media geométrica de los dos segmentos es igual a la altura. 

## Teorema y aplicación
Si h denota la altura de un triángulo rectángulo perpendicular a la hipotenusa, y p y q los segmentos en los que divide a hipotenusa, entonces el teorema puede expresarse como: 
{\displaystyle h={\sqrt {pq}}}
o en términos de áreas: 
{\displaystyle h^{2}=pq.}
La última fórmula permite obtener un método para determinar la cuadratura de un rectángulo utilizando regla y compás, es decir, posibilita construir un cuadrado de igual área que un rectángulo dado. Sea un rectángulo con lados dados p y q, cuyo vértice superior izquierdo se denomina D. A continuación, se extiende el segmento q a su izquierda en una longitud p (usando el arco AE centrado en D) y se dibuja un semicírculo con los puntos finales A y B; y con el nuevo segmento p + q como su diámetro. Se traza una línea perpendicular al diámetro en D, que interseca el semicírculo en C. Debido al teorema de Thales, C y el diámetro forman un triángulo rectángulo con el segmento de línea DC como su altura, y por lo tanto, DC es el lado de un cuadrado con el área del rectángulo. El método también permite la construcción de raíces cuadradas (véase número construible), ya que comenzando con un rectángulo que tenga un lado de longitud 1, el cuadrado construido tendrá una longitud lateral que es igual a la raíz cuadrada de la longitud del rectángulo. 

Teorema de la media geométrica como un caso especial del teorema de las cuerdas secantes:

La afirmación inversa también es cierta: cualquier triángulo, en el que la altura es igual a la media geométrica de los dos segmentos de línea creados por él, es un triángulo rectángulo. 
El teorema de la media geométrica también puede considerarse como un caso especial del teorema de las cuerdas secantes para un círculo, ya que el inverso del teorema de Thales asegura que la hipotenusa del triángulo rectángulo es el diámetro de su circuncírculo. 
Históricamente, el teorema se atribuye a Euclides (ca. 360-280 a. C.), quien lo declaró como corolario de la proposición 8 en el libro VI de sus Elementos. En la proposición 14 del libro II, Euclides da un método para cuadrar un rectángulo, que esencialmente coincide con el método dado aquí. Sin embargo, proporciona una prueba diferente ligeramente más complicada para verificar la validez de la construcción, en lugar de confiar en el teorema de la media geométrica.

## Demostración

### Basada en la semejanza

Demostración del teorema: 
Los triángulos {\displaystyle \triangle ADC} y {\displaystyle \triangle BCD} son semejantes, ya que: 
- Considérense los triángulos {\displaystyle \triangle ABC,\triangle ACD}. Entonces se tiene que {\displaystyle \angle ACB=\angle ADC=90^{\circ }} y {\displaystyle \angle BAC=\angle CAD}, y por lo tanto, por el postulado AA, {\displaystyle \triangle ABC\sim \triangle ACD}
- Además, considérense los triángulos {\displaystyle \triangle ABC,\triangle BCD}. Aquí se tiene que {\displaystyle \angle ACB=\angle BDC=90^{\circ }} y {\displaystyle \angle ABC=\angle CBD}, y por lo tanto, por el postulado AA, entonces {\displaystyle \triangle ABC\sim \triangle BCD}

Por lo tanto, ambos triángulos {\displaystyle \triangle ACD} y {\displaystyle \triangle BCD} son semejantes a {\displaystyle \triangle ABC} y entre ellos, es decir {\displaystyle \triangle ACD\sim \triangle ABC\sim \triangle BCD}. 
Debido a esta relación de semejanza, se obtiene la siguiente igualdad de razones, cuyo reordenamiento algebraico produce el teorema: 
{\displaystyle {\frac {h}{p}}={\frac {q}{h}}\,\Leftrightarrow \,h^{2}=pq\,\Leftrightarrow \,h={\sqrt {pq}}\qquad (h,p,q>0)}
Prueba recíproca:
Cuando se tiene un triángulo {\displaystyle \triangle ABC} en el que {\displaystyle h^{2}=pq}, entonces es necesario demostrar que el ángulo en C es un ángulo recto. Dado que {\displaystyle h^{2}=pq}, también se tiene que {\displaystyle {\tfrac {h}{p}}={\tfrac {q}{h}}}. Junto con la condición de que {\displaystyle \angle ADC=\angle CDB}, entonces los triángulos {\displaystyle \triangle ADC} y {\displaystyle \triangle BDC} tienen un ángulo de igual tamaño y tienen pares de lados correspondientes con la misma proporción. Esto significa que los triángulos son semejantes, lo que produce: 
{\displaystyle \angle ACB=\angle ACD+\angle DCB=\angle ACD+(90^{\circ }-\angle DBC)=\angle ACD+(90^{\circ }-\angle ACD)=90^{\circ }}

### Basada en el teorema de Pitágoras

Demostración basada en el teorema de Pitágoras

En la configuración del teorema de la media geométrica hay tres triángulos rectángulos {\displaystyle \triangle ABC}, {\displaystyle \triangle ADC} y {\displaystyle \triangle DBC}, en el que el teorema de Pitágoras produce: 
{\displaystyle h^{2}=a^{2}-q^{2}}, {\displaystyle h^{2}=b^{2}-p^{2}} y {\displaystyle c^{2}=a^{2}+b^{2}}
Sumando las dos primeras dos ecuaciones, y luego considerando la tercera, lleva a: 
{\displaystyle 2h^{2}=a^{2}+b^{2}-p^{2}-q^{2}=c^{2}-p^{2}-q^{2}=(p+q)^{2}-p^{2}-q^{2}=2pq} .
Una división por dos finalmente produce la fórmula del teorema de la media geométrica. 

### Basada en disección y reordenamiento
Diseccionar el triángulo rectángulo a lo largo de su altura h produce dos triángulos semejantes (rojo y amarillo), que se pueden suplementar (cuadrado y rectángulo ambos de color verde) y organizar de dos formas alternativas, componiendo dos triángulos rectángulos de mayor tamaño, con lados perpendiculares de longitudes p+h y q+h en ambos casos. Una de estas disposiciones requiere un cuadrado (verde) de área h2 para completarla, y la otra necesita un rectángulo (verde) de área pq. Como ambas disposiciones producen el mismo triángulo, las áreas del cuadrado y del rectángulo deben ser idénticas.

### Basada en aplicaciones de corte
El cuadrado de la altitud se puede transformar en un rectángulo de igual área con lados p y q con la ayuda de tres aplicaciones de corte (las aplicaciones de corte preservan el área):

Las transformaciones de corte con sus rectas fijas asociadas (punteadas). Comenzando con el cuadrado original como primera imagen, cada paralelogramo muestra la imagen de una aplicación de corte sobre la figura situada a su izquierda